# Omi Sato
Omi Sato (佐藤 大実 Sato Omi?), född 22 december 1975 i Iwate prefektur, är en japansk före detta fotbollsspelare.
Sato började sin karriär 1994 i Denso. 1998 flyttade han till Sagan Tosu. Han spelade 204 ligamatcher för klubben. Efter Sagan Tosu spelade han för Grulla Morioka. Han avslutade karriären 2006.